# Hallingskarvet-Nationalpark
Der Hallingskarvet-Nationalpark (norwegisch Hallingskarvet nasjonalpark) ist ein südnorwegischer Nationalpark. Er umfasst das Hallingskarvet-Hochplateau und erstreckt sich über das Gebiet der Gemeinden Hol (Provinz Buskerud), Ulvik und Aurland (Provinz Vestland) gehört.
Gegründet wurde der Park am 22. Dezember 2006, um die dortige große, unverwechselbare und nahezu unberührte Bergregion, die Artenvielfalt von Flora und Fauna und die dort heimischen Bergrentiere zu schützen. Der Park grenzt an das Naturschutzgebiet Skaupsjøen/Hardangerjøkulen und das Biotop Finse.
Im Süden des Parkes führen sowohl die Bergenbahn als auch die Reichsstraße 7 vorbei.

## Geologie, Landschaft und Geografie
Der Nationalpark umfasst größtenteils das Hallingskarvethochplateau, welches aufgrund der Kaledonischen Orogenese entstand.
Das vorherrschende Gesteinsmaterial der Bergkette ist präkambrisches Pluton.
Der höchste Berg ist der Folarskardnuten mit 1.933 m. Im Hallingskarvet befindet sich auch Norwegens höchster See, der Flakavatnet, welcher auf 1.453 m Höhe liegt.

## Flora
Die Pflanzenwelt gestaltet sich mit über 300 verschiedenen Arten sehr vielfältig. Die am weitesten verbreiteten Pflanzen sind der Weiße Silberwurz, Knöllchen-Knöterich und Herbst-Löwenzahn.
In den höheren Lagen kommen vor allem Dreiblatt-Binsen, Polarsimsen, Moosheide und Gletscher-Hahnenfuß vor.

## Fauna
Im Park gibt es an größeren Säugetieren Bergrentiere, Elche, Rehe, Polarfüchse und Schneehasen. Nördlich des Parks leben zudem Vielfraße.
Die größten Greifvögel sind Steinadler, Gerfalke, Turmfalke und Raufußbussard. Der Kolkrabe ist im Hallingskarvet ebenfalls heimisch.

## Kulturerbe
Im Nationalpark wurden verschiedene Jagdutensilien gefunden, die auf eine prähistorische/historische Nutzung der Berge als Jagd- und/oder Siedlungsgebiet schließen lassen.
Im 17. bis 19. Jahrhundert lag der Park entlang einer wichtigen Handelsroute. Einfache Übernachtungshütten, sog. lægre, zeugen noch heute davon.
Im Jahre 1880 ließ der englische Graf Lord Garvagh eine steinerne Jagdhütte, die Lordehytta, errichten, um in der näheren Umgebung auf Rentierjagd zu gehen.

## Verwaltung und Tourismus
Der Norwegische Wanderverein unterhält im Park die Hütten Finsehytta im Süden und Geiterygghytta im Norden. Private Unterkünfte gibt es im Raggsteindalen und bei Haugastøl. Zwischen den Hütten gibt es markierte Wanderwege.
Zwischen Finse und Ustaoset verläuft ein Stück des Skarverennet durch den Park. Im Süden des Parks verläuft zudem der Rallarvegen.